# Tournoi d'ouverture du championnat du Panama de football 2011
Navigation
Saison précédente Saison suivante
Le Tournoi Apertura 2011 est le dixième tournoi saisonnier disputé au Panama.
C'est cependant la 29e fois que le titre de champion du Panama est remis en jeu.
Lors de ce tournoi, le San Francisco FC a tenté de conserver son titre de champion du Panama face aux neuf meilleurs clubs panaméens.
Chacun des dix clubs participant était confronté deux fois aux neuf autres équipes. Puis les quatre meilleurs se sont affrontés lors d'une phase finale à la fin du tournoi.
Seulement une place était qualificative pour la Ligue des champions de la CONCACAF.

## Les 10 clubs participants
| \| Panama City : Alianza FC Chorrillo FC CD Plaza Amador Tauro FC Panama City Deportivo Árabe Unido Colón C-3 FC Chepo FC Atlético Chiriquí Panama City San Francisco FC Sporting San Miguelito Panama City \| Localisation des clubs. |
| Panama City : Alianza FC Chorrillo FC CD Plaza Amador Tauro FC Panama City Deportivo Árabe Unido Colón C-3 FC Chepo FC Atlético Chiriquí Panama City San Francisco FC Sporting San Miguelito Panama City                               |

| Club                   | Stade                         | Capacité | Ville         |
| Alianza FC             | Camp Luis Ernesto Tapia (es)  | 900      | Panama City   |
| Deportivo Árabe Unido  | Stade Armando Dely Valdes     | 4 000    | Colón         |
| Chepo FC               | Camp Luis Ernesto Tapia (es)  | 900      | Chepo         |
| Atlético Chiriquí      | Stade San Cristóbal           | 2 500    | David         |
| Chorrillo FC           | Stade Javier Cruz             | 2 500    | Panama City   |
| Colón C-3 FC (en)      | Stade Armando Dely Valdes     | 4 000    | Colón         |
| CD Plaza Amador        | Stade Javier Cruz             | 2 500    | Panama City   |
| San Francisco FC       | Stade Agustín Muquita Sánchez | 8 000    | La Chorrera   |
| Sporting San Miguelito | Camp Luis Ernesto Tapia (es)  | 900      | San Miguelito |
| Tauro FC               | Camp Luis Ernesto Tapia (es)  | 900      | Panama City   |

## Compétition
Le tournoi Apertura se déroule de la même façon que le tournoi saisonnier précédent, en deux phases :
- La phase de qualification : les dix-huit journées de championnat.
- La phase finale : les matchs aller-retour allant des demi-finales à la finale.

### Phase de qualification
Lors de la phase de qualification les dix équipes affrontent à deux reprises les neuf autres équipes selon un calendrier tiré aléatoirement.
Les quatre meilleures équipes sont qualifiées pour les demi-finales.
Le classement est établi sur le barème de points classique (victoire à 3 points, match nul à 1, défaite à 0).
Le départage final se fait selon les critères suivants :
- Le nombre de points.
- La différence de buts générale.
- Le nombre de buts marqué.

#### Classement
| Rang | Équipe                 | Pts | J  | G  | N | P  | Bp | Bc | Diff |
| ---- | ---------------------- | --- | -- | -- | - | -- | -- | -- | ---- |
| 1    | Sporting San Miguelito | 34  | 18 | 10 | 4 | 4  | 21 | 14 | +7   |
| 2    | Chorrillo FC           | 32  | 18 | 9  | 5 | 4  | 26 | 19 | +7   |
| 3    | San Francisco FC (T)   | 31  | 18 | 9  | 4 | 5  | 23 | 19 | +4   |
| 4    | CD Plaza Amador        | 31  | 18 | 9  | 4 | 5  | 22 | 21 | +1   |
| 5    | Chepo FC               | 30  | 18 | 9  | 3 | 6  | 24 | 15 | +9   |
| 6    | Tauro FC               | 28  | 18 | 9  | 1 | 8  | 23 | 16 | +7   |
| 7    | Deportivo Árabe Unido  | 25  | 18 | 7  | 4 | 7  | 17 | 17 | 0    |
| 8    | Alianza FC             | 16  | 18 | 3  | 7 | 8  | 20 | 27 | -7   |
| 9    | Colón C-3 FC (en) (P)  | 11  | 18 | 2  | 5 | 11 | 13 | 27 | -14  |
| 10   | Atlético Chiriquí      | 11  | 18 | 2  | 5 | 11 | 12 | 26 | -14  |

| Légende : Qualifications et relégations | Légende : Qualifications et relégations                  |
| --------------------------------------- | -------------------------------------------------------- |
|                                         | Qualifié pour les demi-finales                           |
|                                         | (T) : Tenant du titre (P) : Promu de la saison 2010-2011 |

#### Matchs
| Résultats (▼dom., ►ext.)                                   | Ali | Ára | Chi | Che | Cho | Col | Pla | San | Spo | Tau |
| Alianza FC                                                 |     | 1-1 | 1-1 | 5-3 | 2-4 | 0-0 | 0-0 | 0-1 | 2-0 | 0-3 |
| Deportivo Árabe Unido                                      | 1-0 |     | 3-1 | 1-3 | 0-1 | 0-0 | 2-1 | 1-2 | 2-1 | 0-1 |
| Atlético Chiriquí                                          | 1-1 | 1-2 |     | 0-4 | 1-1 | 1-2 | 2-3 | 0-1 | 0-1 | 0-2 |
| Chepo FC                                                   | 2-0 | 1-0 | 0-0 |     | 0-1 | 0-0 | 0-1 | 1-1 | 0-1 | 3-0 |
| Chorrillo FC                                               | 2-2 | 0-0 | 0-1 | 0-1 |     | 2-0 | 2-1 | 2-2 | 0-1 | 1-0 |
| Colón C-3 FC (en)                                          | 2-2 | 0-1 | 1-4 | 0-1 | 1-2 |     | 1-1 | 0-1 | 0-1 | 0-4 |
| CD Plaza Amador                                            | 1-3 | 0-0 | 1-0 | 0-3 | 2-1 | 2-1 |     | 2-1 | 0-0 | 1-0 |
| San Francisco FC                                           | 1-0 | 3-2 | 2-0 | 1-2 | 2-2 | 1-3 | 0-1 |     | 2-2 | 1-0 |
| Sporting San Miguelito                                     | 2-0 | 1-0 | 0-0 | 1-0 | 1-2 | 2-0 | 4-3 | 0-1 |     | 1-0 |
| Tauro FC                                                   | 2-1 | 0-1 | 1-0 | 3-0 | 1-2 | 3-2 | 1-2 | 1-0 | 1-1 |     |
| - Victoire à domicile - Match nul - Victoire à l'extérieur |     |     |     |     |     |     |     |     |     |     |

### La Phase Finale
Les quatre équipes qualifiées sont réparties dans le tableau final d'après leur classement général.
En cas d'égalité sur la somme des deux matchs, c'est l'équipe ayant marqué le plus de buts à extérieur qui l'emporte puis une prolongation et une séance de tirs au but ont éventuellement lieu.

#### Tableau
|  | 1/2 finale             | 1/2 finale             | 1/2 finale   | 1/2 finale | 1/2 finale | 1/2 finale      |                 |     | Finale | Finale | Finale | Finale | Finale |  |
|  |                        |                        |              |            |            |                 |                 |     |        |        |        |        |        |  |
|  |                        |                        |              |            |            |                 |                 |     |        |        |        |        |        |  |
|  |                        |                        |              |            |            |                 |                 |     |        |        |        |        |        |  |
|  | Sporting San Miguelito | Sporting San Miguelito | (1)          | 2          | 1          |                 |                 |     |        |        |        |        |        |  |
|  | Sporting San Miguelito | Sporting San Miguelito | (1)          | 2          | 1          |                 |                 |     |        |        |        |        |        |  |
|  | CD Plaza Amador        | CD Plaza Amador        | (4)          | 3          | 2          |                 |                 |     |        |        |        |        |        |  |
|  | CD Plaza Amador        | CD Plaza Amador        | (4)          | 3          | 2          | CD Plaza Amador | CD Plaza Amador | (4) | 1      |        |        |        |        |  |
|  |                        |                        |              |            |            |                 | CD Plaza Amador | (4) | 1      |        |        |        |        |  |
|  |                        | Chorrillo FC           | Chorrillo FC | (2)        | 4          |                 |                 |     |        |        |        |        |        |  |
|  | Chorrillo FC           | Chorrillo FC           | Chorrillo FC | (2)        | 4          | (2)             | 2               | 1   |        |        |        |        |        |  |
|  | Chorrillo FC           | Chorrillo FC           |              |            |            | (2)             | 2               | 1   |        |        |        |        |        |  |
|  | San Francisco FC       | San Francisco FC       | (3)          | 0          | 2          |                 |                 |     |        |        |        |        |        |  |
|  | San Francisco FC       | San Francisco FC       | (3)          | 0          | 2          |                 |                 |     |        |        |        |        |        |  |

#### Demi-finales
| Club                   | Aller | Retour | Club             | Commentaire |
| Sporting San Miguelito | 2-3   | 1-2    | CD Plaza Amador  |             |
| Chorrillo FC           | 2-0   | 1-2    | San Francisco FC |             |

#### Finale
| 3 décembre 2011 | CD Plaza Amador    | 1:4   | Chorrillo FC                                                                            | Stade Rommel Fernández     |                            |
|                 | Javier Caicedo 85e | (0:1) | Rolando Blackburn 27e · Rolando Blackburn 63e · Alfredo Phillips 77e · Renán Addles 90e | Arbitrage : Roberto Moreno | Arbitrage : Roberto Moreno |
|                 | Rapport            |       |                                                                                         | Arbitrage : Roberto Moreno | Arbitrage : Roberto Moreno |

## Bilan du tournoi
| Tableau d'Honneur     |              |
| Compétition           | Vainqueur    |
| Tournoi Apertura 2011 | Chorrillo FC |

| Qualifications continentales 2012-2013 |              |
| Ligue des champions                    | Qualifiés    |
| Phase de groupes                       | Chorrillo FC |

## Statistiques

### Buteurs
| Rang | Nom          | Équipe     | Buts |
| 1    | Delano Welch | Chepo FC   | 8    |
| 1    | César Medina | Alianza FC | 8    |